# Zerbster Land

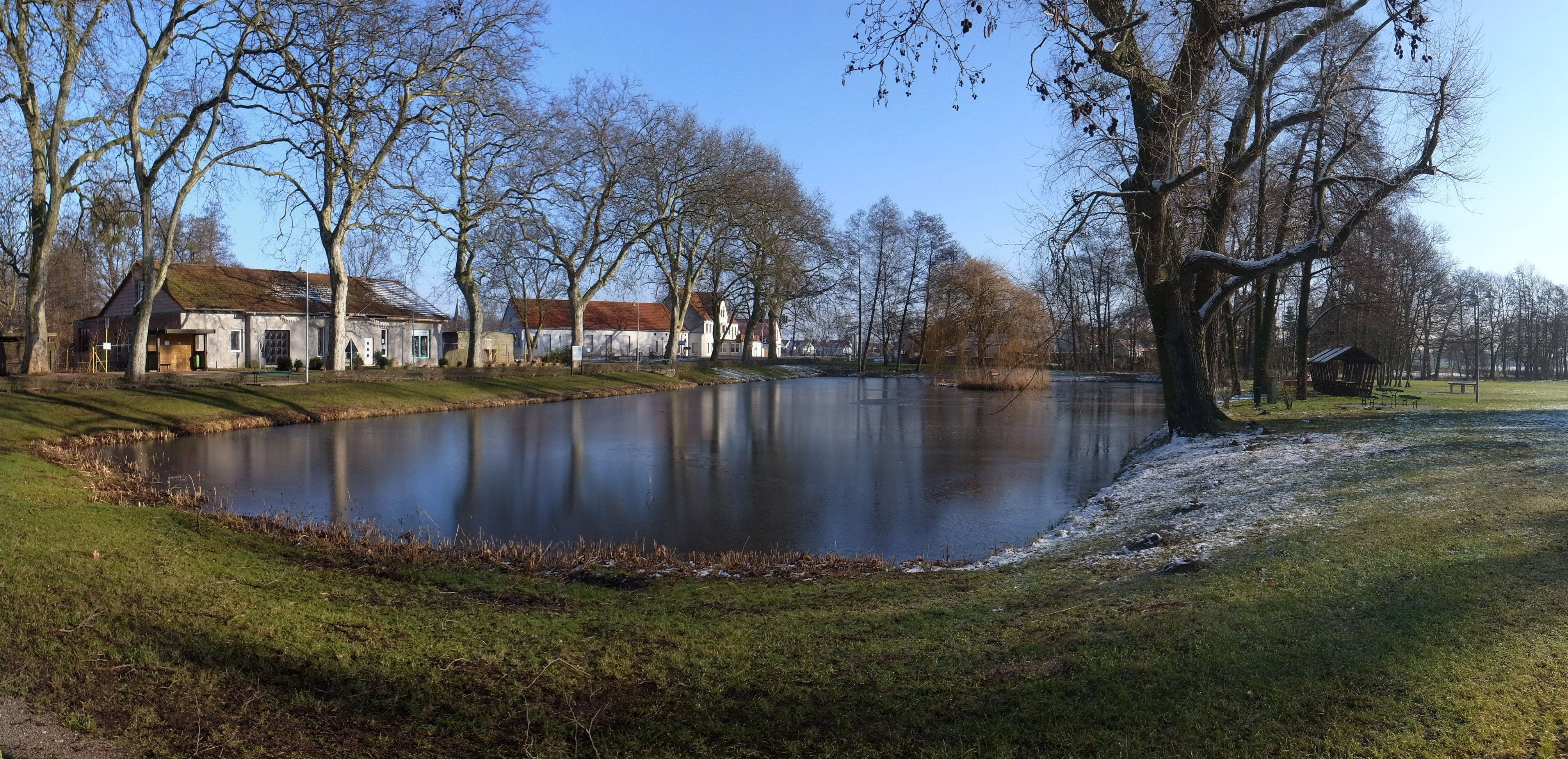
Im Zerbster Land, hier: Jütrichau

Das Zerbster Land ist ein Naturraum im deutschen Bundesland Sachsen-Anhalt. Es handelt sich um eine ackergeprägte offene Kulturlandschaft. Sie ist ca. 536 km² groß und eine Haupteinheit der übergeordneten Haupteinheitengruppe des Fläming im norddeutschen Tiefland. Das Zerbster Land bildet die Südwestabdachung des Flämings zur Elbe und gehört zum Einzugsgebiet dieses Flusses.
Gleichzeitig ist das Zerbster Land auch eine Special Protection Area (SPA) nach der europäischen Vogelschutzrichtlinie. Es hat eine Größe von 6207 Hektar, grenzt an das Biosphärenreservat Mittelelbe und umfasst die Landkreise Anhalt-Bitterfeld und Jerichower Land sowie die kreisfreie Stadt Dessau-Roßlau sowie die Einheitsgemeinde Stadt Gommern, die Einheitsgemeinde Stadt Möckern, die Einheitsgemeinde Stadt Zerbst/Anhalt und die Einheitsgemeinde Stadt Dessau-Roßlau im Osten von Sachsen-Anhalt. Bekannt ist das Zerbster Land vor allem für seinen Bestand an Großtrappen, die akut vom Aussterben bedroht sind und hier noch mehrere Ackerstandorte besiedeln.
Ferner trägt den Namen Zerbster Land auch ein Landschaftsschutzgebiet (LSG), das 1990 unter Schutz gestellt wurde.